# Дукађиноглу Ахмед-паша
Дукађиноглу Ахмед-паша (умро марта 1515) је био османски државник и велики везир од 1514. до 1515. године.

## Биографија
Година и место рођења Ахмед-паше нису познати. Био је албанског порекла. Потекао је из Санџака Албаније, о чему сведочи префикс његовог презимена: Дукађин. Ступио је у османску војску путем девширме. Доспео је на највишу функцију великог везира и оженио се султанијом Гевхермулук, сестром Селима I, са којом је има сина Ахмед-бега и ћерку Неслишах. Његов син из првог брака, Дукађиноглу Мехмед-паша, био је управник Египатског ејалета, а касније намесник Алепа. Ахмед-паша обављао је функцију великог везира од 1514. године до своје смрти. На функцији је наследио Ахмед-пашу Херцеговића. Умро је у Амасији марта 1515. године.